# Adam Jamieson
Adam Jamieson (nascido em 12 de fevereiro de 1996) é um ciclista canadense. Especializado em ciclismo de pista, Jamieson competiu nos Jogos Pan-Americanos de 2015.